# Asa Butterfield
Asa Bopp Farr Butterfield,  nascido Asa Maxwell Thornton Farr Butterfield (Londres, 1 de abril de 1997) é um ator britânico. Tornou-se conhecido ao interpretar o protagonista Bruno no filme The Boy in the Striped Pyjamas (2008), pelo qual foi indicado ao British Independent Film Award e ao London Film Critics Circle Award.
Por sua atuação como Hugo Cabret no drama Hugo (2011), Butterfield ganhou o Young Hollywood Award de Melhor Performance Masculina, foi indicado ao Prêmio Critics' Choice Movie de Melhor Jovem Ator e ao Empire Award de Melhor Estreante Masculino, além de outros prêmios. Ele foi indicado ao British Independent Film Award de Melhor Ator por interpretar Nathan Ellis em X+Y (2014). Em 2019, Butterfield protagonizou como Otis Milburn a série de comédia dramática Sex Education, da Netflix.

## Primeiros anos
Butterfield nasceu em Islington, Londres, filho de Jacqueline Farr, uma psicóloga, e Sam Butterfield, um publicitário. Ele foi educado na Stoke Newington School. 

## Carreira
Butterfield começou a atuar aos sete anos no Young Actors Theatre Islington. Mais tarde, garantiu pequenos papéis na série dramática After Thomas, de 2006, e no filme Son of Rambow, de 2007. Em 2008, ele fez uma participação especial como Donny na série Ashes to Ashes.
Em 2008, com 10 anos de idade, Asa Butterfield se destacou para o grande público, quando protagonizou o filme The Boy in the Striped Pyjamas, no papel de Bruno, um garoto alemão durante o período da Segunda Guerra Mundial. Não foi fácil conseguir o papel. Ele fez cerca dez testes, mas somente depois do sexto, quando só restavam dez garotos, começou a achar que realmente tinha uma chance.
O produtor David Heyman e o diretor Mark Herman estavam à procura de alguém que fosse capaz de retratar a inocência do personagem principal, de modo que perguntaram a cada uma das crianças o que sabiam sobre o Holocausto. O conhecimento de Butterfield era pouco e foi propositadamente mantido dessa forma durante toda a filmagem, de forma que seria mais fácil para ele transmitir a inocência de seu personagem. As cenas finais do filme foram filmadas no final do período de produção para que ele e Jack Scanlon fossem preparados para o final dramático do filme. Ele também passou com sucesso em testes para um papel em Mr. Nobody, mas optou por não prossegui-lo.
No mesmo ano, Butterfield apareceu em Merlin, no episódio "O Início do Fim", onde interpretou um jovem druida condenado à morte por Uther Pendragon, que se sente ameaçado pela magia do garoto. Apesar do conselho do Grande Dragão que avisa que Arthur não poderia sobreviver se o garoto não fosse morto, Merlin e Arthur, com a ajuda de Morgana, ajudam o menino escapar para se reunir aos druidas. Quando eles estão prestes a desaparecer na floresta, Arthur pergunta seu nome, e o garoto diz que é Mordred, um personagem importante das lendas do Rei Arthur, e quem deve matar o Rei Arthur. Butterfield apareceu como Mordred em alguns episódios subsequentes, tais como "Noite De Morgana" e "A Libertação Da Bruxa". No entanto o papel foi reformulado, com Alexander Vlahos interpretando Mordred como um personagem adulto.

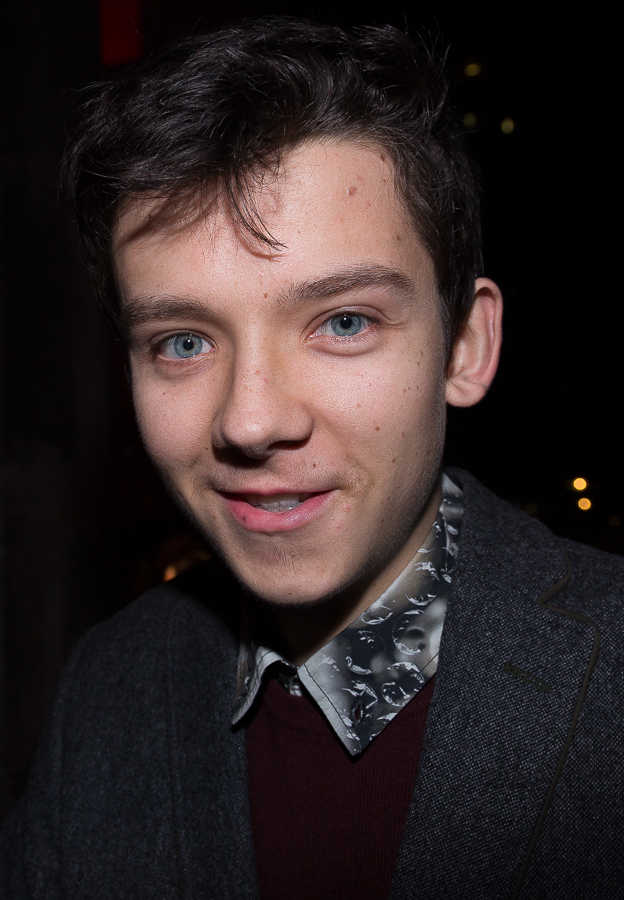
Butterfield no Moet BIFA British Independent Film Awards 2014.

Em 2010, ele fez uma breve participação em The Wolfman. Com 12 anos de idade, ele estrelou como Norman Green em Nanny McPhee and the Big Bang (2010), trabalhando em conjunto com Emma Thompson. O filme e seu desempenho receberam críticas positivas. Com 13 anos de idade, outro grande papel saído das páginas dos livros aguardava por Butterfield. Em Hugo, adaptação do romance The Invention of Hugo Cabret de Brian Selznick, o garoto foi dirigido por Martin Scorsese e contracenou com Chloë Grace Moretz. Hugo foi filmado de junho de 2010 a janeiro de 2011, e foi lançado em novembro de 2011 nos Estados Unidos, alcançando sucesso de crítica e de bilheteria. Butterfield interpretou o papel título de Andrew "Ender" Wiggin, na adaptação para o cinema do romance de Orson Scott Card, Ender's Game, que foi lançado em 2013, dirigido por Gavin Hood.
Mais tarde em 2013, Butterfield foi relatado estar em negociações para um papel em King of Kastle, ao lado de Clive Owen, e em maio, foi escalado para The White Circus, com o sua colega de elenco de Hugo, Chloë Grace Moretz, com estreia prevista para 2015.
De setembro de 2013 até início de 2014, Butterfield filmou o drama britânico X+Y , com Sally Hawkins, Rafe Spall e Eddie Marsan. Ainda no início do ano, Butterfield foi escalado para a adaptação cinematográfica de Ten Thousand Saints ao lado de Hailee Steinfeld e Ethan Hawke, como filho de Hawke, que é viciado em drogas. As filmagens começaram em 27 de janeiro de 2014, sendo lançado em 2015.
Em 2015, Butterfield apareceu em uma adaptação cinematográfica de Ten Thousand Saints. Em 2016, ele interpretou Jacob Portman em Miss Peregrine's Home for Peculiar Children. Ele também estrelou como Gardner Elliot no filme The Space Between Us e como Sebastian em The House of Tomorrow, em 2017. Em 2018, Butterfield foi escalado para o papel principal de Otis Milburn na série dramática de comédia da Netflix, Sex Education. A série foi lançada em 11 de janeiro de 2019 e aclamada pela crítica.

## Filmografia

### Filme
| Ano  | Título                                      | Papel                 | Notas |
| ---- | ------------------------------------------- | --------------------- | ----- |
| 2007 | Son of Rambow                               | Menino na igreja      |       |
| 2008 | The Boy in the Striped Pyjamas              | Bruno                 |       |
| 2010 | The Wolfman                                 | Ben Talbot (criança)  |       |
| 2010 | Nanny McPhee and the Big Bang               | Norman Green          |       |
| 2011 | Hugo                                        | Hugo Cabret           |       |
| 2013 | Ender's Game                                | Ender Wiggin          |       |
| 2014 | A Brilliant Young Mind                      | Nathan                |       |
| 2015 | Ten Thousand Saints                         | Jude                  |       |
| 2016 | Miss Peregrine's Home for Peculiar Children | Jacob Portman         |       |
| 2017 | The House of Tomorrow                       | Sebastian Prendergast |       |
| 2017 | Journey's End                               | Jimmy Raleigh         |       |
| 2017 | The Space Between Us                        | Gardner Elliot        |       |
| 2018 | Time Freak                                  | Stillman              |       |
| 2018 | Slaughterhouse Rulez                        | Willoughby Blake      |       |
| 2019 | Greed                                       | Finn McCreadie        |       |
| 2022 | Choose or Die                               | Isaac                 |       |
| 2022 | Flux Gourmet                                | Billy Rubin           |       |
| 2022 | Your Christmas or Mine?                     | James                 |       |
| 2023 | All Fun and Games                           | Marcus Fletcher       |       |
| 2023 | Your Christmas or Mine 2                    | James                 |       |

### Televisão
| Ano       | Título              | Papel        | Notas                       |
| --------- | ------------------- | ------------ | --------------------------- |
| 2006      | After Thomas        | Andrew       |                             |
| 2008      | Ashes to Ashes      | Donny        | Episódio 1x6                |
| 2008–2009 | Merlin              | Mordred      | Episódios 1x8, 2x3 e 2x11   |
| 2019–2023 | Sex Education       | Otis         | Protagonista                |
| 2020      | 50 States of Fright | Brandon Boyd | Episódios 1x9 , 1x10 e 1×11 |

## Prêmios e indicações
| Ano  | Prêmio                         | Categoria                            | Indicação                      | Resultado | Refs          |
| ---- | ------------------------------ | ------------------------------------ | ------------------------------ | --------- | ------------- |
| 2008 | British Independent Film Award | Estreante Mais Promissor             | The Boy in the Striped Pyjamas | Indicado  | [ 24 ] [ 25 ] |
| 2009 | NSPCC Award                    | Jovem Ator Britânico do Ano          | The Boy in the Striped Pyjamas | Indicado  | [ 26 ]        |
| 2011 | Las Vegas Film Critics Society | Melhor Jovem em Cinema               | Hugo                           | Venceu    | [ 27 ]        |
| 2012 | Prêmio Critics' Choice Movie   | Melhor Jovem Ator ou Atriz           | Hugo                           | Indicado  | [ 28 ]        |
| 2012 | Empire Awards                  | Melhor Estreia Masculina             | Hugo                           | Indicado  | [ 29 ]        |
| 2012 | Prêmio Saturno                 | Melhor Performance por um Ator Jovem | Hugo                           | Indicado  | [ 30 ]        |
| 2012 | Young Artist Award             | Melhor Jovem Ator em Cinema          | Hugo                           | Indicado  | [ 31 ]        |
| 2014 | Prêmio Saturno                 | Melhor Performance por um Ator Jovem | Ender's Game                   | Indicado  | [ 32 ]        |
| 2014 | British Independent Film Award | Melhor Ator                          | X+Y                            | Indicado  | [ 33 ]        |